# Videresendelsespligt
Videresendelsespligte er en forvaltningsretlig pligt, som gælder for en offentlig myndighed, der modtager en henvendelse fra en borger; den offentlige myndigheds pligt til at videresende henvendelsen skal endda ske ”så hurtigt som muligt.” Så en myndighed skal hjælpe en borgers henvendelse videre til den rette myndighed.

## Forvaltningsloven
Videresendelsespligt er lovfæstet i forvaltningsloven § 7, stk. 2, som har følgende ordlyd: ”Modtager en forvaltningsmyndighed en skriftlig henvendelse, som ikke vedrører dens sagsområde, videresendes henvendelsen så vidt muligt til rette myndighed.”

## Folketingets Ombudsmands Beretning
I sin beretning FOB 2016-55 kritiserede ombudsmanden, at ankestyrelsen havde tilsidesat bl.a. videresendelsespligten. Ombudsmanden konkluderede, at ankestyrelsen burde have videresendt den pågældende klage til den relevante myndighed. Af ordlyden i forvaltningsloven § 7, stk. 2 skal den myndighed, der modtager en borgers henvende videresende henvendelsen: ”så vidt muligt”. Derfor kan den myndighed, der har modtaget henvendelsen, telefonisk eller på anden måde kontakte afsenderen for at fastslå hvilken myndighed, der er den relevante modtager.

## Afsenderens ansvar
Men det faktum, at en offentlig myndighed har pligt til at videresende en henvendelse ændrer ikke ved, at den oprindelige afsender har ansvaret for, at fx en klage når frem til den relevante myndighed, inden fristen udløber. Det følger af Ombudsmandens Beretning FOU nr 2020.23. Heri fandt Ombudsmanden ikke grund til at kritisere den videresendende myndighed for, at en klage nåede frem til den relevante klagemyndighed, efter at klagefristen var udløbet.